# Lijst van burgemeesters van Krabbendijke
Dit is een lijst van burgemeesters van de voormalige Nederlandse gemeente Krabbendijke tot die gemeente in 1970 opging in de gemeente Reimerswaal.
| Ambtsperiode | Naam burgemeester                            | Partij of stroming | Bijzonderheden                                                                       |
| ------------ | -------------------------------------------- | ------------------ | ------------------------------------------------------------------------------------ |
| 1811 - 1819  | Jacob Cornelisse Rottier                     |                    | maire, 1813 schout                                                                   |
| 1820 - 1827  | Adriaan Blok                                 |                    | schout, 1825 burgemeester                                                            |
| 1828 - 1843  | Jacob Kakebeeke                              |                    |                                                                                      |
| 1844 - 1849  | Christiaan Weststrate Jzn.                   |                    |                                                                                      |
| 1850 - 1853  | Adriaan (A.) Kakebeeke Jz.                   |                    | zoon van Jacob Kakebeeke                                                             |
| 1853 - 1887  | Dignus Pieter Dominicus                      |                    | tevens burgemeester van Kruiningen (1872-1887)                                       |
| 1887 - 1894  | Cornelis Catharinus Welleman                 |                    | tevens dijkgraaf                                                                     |
| 1894 - 1913  | Jacob Nelewart Elenbaas                      |                    | later gedeputeerde en daarna burgemeester van Kruiningen                             |
| 1913 - 1930  | Jacobus (J.) Welleman                        | VDB                |                                                                                      |
| 1930 - 1936  | Jhr. mr. Gustaaf Adolf Strick van Linschoten |                    | later o.a. burgemeester van Zwolle                                                   |
| 1937 - 1946  | Jhr. mr. Willem Cornelis Sandberg            |                    | in 1944 ontslagen maar na bevrijding teruggekeerd, later burgemeester van Middelburg |
| 1947 - 1956  | Jan (J.) Vader                               | CHU                | later burgemeester van Pijnacker                                                     |
| 1957 - 1970  | Lolke (L.) Cnossen                           | CHU                | later o.a. burgemeester van Haastrecht                                               |